# Григорьян, Сергей Вартанович
Серге́й Варта́нович Григорья́н (14 апреля 1923 — 4 октября 1943) — участник Великой Отечественной войны, Герой Советского Союза, советский офицер, командир санитарного взвода 19-го гвардейского воздушно-десантного полка 10-й гвардейской воздушно-десантной дивизии 37-й армии Степного фронта, гвардии лейтенант.

## Биография
Родился 14 апреля 1923 года в городе Орджоникидзе (ныне город Владикавказ — столица Северной Осетии) в семье служащего. Через некоторое время после рождения его семья переезжает в Грузинскую ССР (ныне Республика Грузия) в село Тетри-Цкаро, в котором он окончил в 1940 году среднюю школу и поступил в Тбилисский педагогический институт имени А. С. Пушкина. Война не дала возможности окончить вуз молодому Григорьяну. После первого курса института, в первый день Великой Отечественной войны, 22 июня 1941 года, Сергей был призван в ряды Красной Армии Орджоникидзевским районным военкоматом города Тбилиси. Направлен в Харьковское военно-медицинское училище. Там в течение года он прошёл курс подготовки военных фельдшеров, по окончании которых в конце 1942 года в звании младшего лейтенанта был направлен в действующую армию. Ещё находясь в училище и видя, какие людские потери несёт советская армия, Сергей Григорьян, словно предчувствуя свою гибель, 16 сентября 1941 года пишет об этом своей тёте:
Я жив, здоров, то же искренне желаю Вам. По всей вероятности, мы с Вами больше не увидимся  и потому эту карточку хорошо храните как единственную память обо мне. Тётя! Если ты или Рузана получите какое-нибудь сообщение обо мне, то сразу маме не сообщайте...
Командир санитарного взвода 19-го гвардейского воздушно-десантного полка (10-я гвардейская воздушно-десантная дивизия, 37-я армия, Степной фронт) кандидат в члены ВКП(б) гвардии лейтенант медицинской службы Сергей Григорьян в сражениях умело организовывал действия вверенного ему взвода, проявив при этом свои лучшие качества. В моменты, когда бои на время утихали и над полями сражений не раздавались выстрелы, уверенный в победе своей страны юноша был полон заботами о послевоенном будущем Родины, о чём он сообщал родным в письме от 21 мая 1942 года:
После войны нам нужно будет вновь отстроить нашу Родину и потребуется много врачей, инженеров... так что пусть сестра Маро учится, учится, пусть учится и пусть всеми своими силами помогает Родине громить врага.
В октябре 1943 года во время боёв на плацдарме на правом берегу реки Днепр взводом под руководством отважного офицера-медика с поля боя было вынесено двести пятьдесят тяжелораненых. Лично гвардии лейтенант медицинской службы Григорьян С. В. вынес 40 раненых с оружием. Находясь на полях сражений с немецко-фашистскими захватчиками, молодой лейтенант проявил отвагу и героизм, что не осталось незамеченным командованием, которое наградило лейтенанта по заслугам, вручив медаль «За отвагу» и орден Красной Звезды. Стремясь поделиться с близкими столь радостной новостью, Григорьян в письме к матери не преминул сообщить о своём награждении:
Мама джан! Сейчас пишу тебе всю правду... Я в течение 7 месяцев был на фронте. Воевал не плохо. Награждён медалью «За отвагу» и орденом Красной Звезды.
4 октября 1943 года Сергей Григорьян был тяжело ранен. Согласно записке командира 19-го гвардейского воздушно-десантного полка Гринева в боях за деревню Анновка Верхнеднепровского района Днепропетровской области молодой офицер сутки находился в окружении с бойцами и командиром батальона. Пытаясь выйти из окружения, раненый командир батальона поднял бойцов в атаку и повёл их на прорыв. Григорьян же во время боя, спасая командира, закрыл его своим телом, в результате чего был сам смертельно ранен в живот. Тяжелораненый медик был доставлен в санитарную часть в селе Днепровокаменка, в перевязочной которой он позже и скончался. Похоронен был герой своими товарищами в этом же селе на высоком берегу Днепра.
На следующий день после его смерти фронтовая газета о фельдшере-герое Сергее Вартановиче Григорьяне, отдавшем свою жизнь за Родину, напишет статью, начинаться которая будет с четверостишия, посвящённого молодому медику:

Памятники величавые

вытянулись до туч.

Тем, кто погиб со славою

возле днепровских круч.
24 октября 1943 года вместе с уведомлением о смерти, присланном его родителям, пришло и письмо от командования части:
Глубокоуважаемые родители! Решили написать Вам пару тёплых слов. Рассказать, как жил, работал и воевал ваш сын. Он был лучшим военфельдшером нашей части. Все приказы он выполнял любовно, честно и талантливо... Особенно он был красив в боях. Настоящий герой.
Гв. капитан Плучин
Гв. ст. лейтенант м/с Ваинтрадзе.
Указом Президиума Верховного Совета СССР от 20 декабря 1943 года за образцовое выполнение боевых заданий командования на фронте борьбы с немецко-фашистским захватчиками и проявленные при этом мужество и героизм гвардии лейтенанту медицинской службы Григорьяну Сергею Вартановичу присвоено звание Героя Советского Союза (посмертно). Грамота о присвоении звания Героя передана на хранение отцу, Вартану Павловичу Григорьяну, проживавшему в то время в Тетрицкаройском районе в селе Тетри-Цкаро Грузинской ССР.

## Награды
- Герой Советского Союза (20.12.1943, посмертно);
- орден Ленина (20.12.1943, посмертно);
- орден Отечественной войны II степени (24.10.1943)[5];
- орден Красной Звезды (11.11.1943)[6];
- медаль «За отвагу» (24.07.1943)[7].

## Память
- На могиле героя в селе Днепровокаменка установлен памятник.
- В 1960 году памятник Герою Советского Союза С. В. Григорьяну торжественно открыт в грузинском селе Тетри-Цкаро.
- В 1965 году во дворе школы, где учился Сергей Григорьян, воздвигнут памятник.